# Esther Gómez Morante
Esther Gómez Morante (Madrid, 1973) es una auxiliar administrativa, sindicalista y política española. Es concejala del Ayuntamiento de Madrid desde 2015, dentro del Grupo Municipal de Ahora Madrid y luego Más Madrid.

## Biografía

### Primeros años
Nacida en 1973 en Madrid, estudió Ciencias Físicas; no acabó la carrera universitaria, ya que tuvo que abandonar los estudios en el cuarto curso. Trabajó como auxiliar administrativa en una empresa de telecomunicaciones, donde también desarrolló actividad como representante sindical. Fue activista en la defensa de la sanidad y la educación públicas, los derechos sociales y la recuperación de equipamientos públicos.
Militante de Izquierda Unida (IU), se postuló como aspirante a liderar a Izquierda Unida Comunidad de Madrid (IUCM) en diciembre de 2012; fue derrotada por Eddy Sánchez, que se impuso en la votación con un 51% de los votos de los delegados, por un 36% de Gómez y un 12% de Tania Sánchez. Gómez, vecina del distrito de Carabanchel y que fue vocal de su junta de distrito, dejó de militar en IU en enero de 2015, incorporándose entonces a Convocatoria por Madrid, partido creado por Tania Sánchez.

### Concejala del Ayuntamiento de Madrid

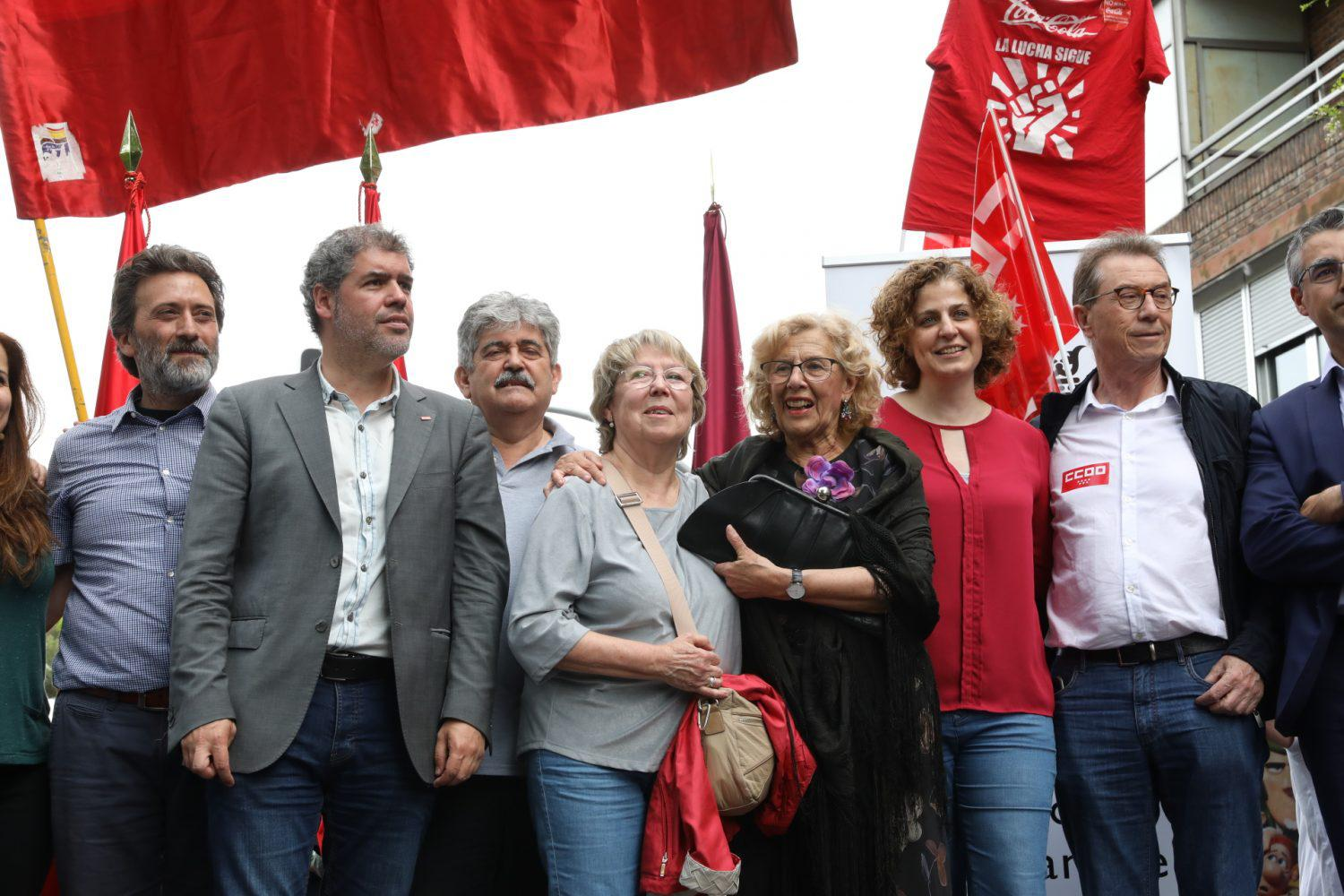
En mayo de 2018, durante la inauguración de la calle en honor a Marcelino Camacho en Carabanchel.

Participante en la plataforma de Ganemos Madrid desde sus inicios, fue incluida como candidata en el número 17 de la lista de Ahora Madrid para las elecciones municipales de 2015 en Madrid, y resultó elegida concejala.
Después de la investidura de Manuela Carmena como alcaldesa de Madrid el 13 de junio de 2015, Gómez fue nombrada concejala-presidenta de la junta municipal de los distritos de Carabanchel y Latina. Con motivo de una reestructuración en enero de 2018 fue nombrada sucesora de Jorge García Castaño como concejala-presidenta del distrito de Chamberí, siendo a su vez reemplazada en el de Latina por Carlos Sánchez Mato.
Después de su negativa y la de otros 5 concejales militantes de Podemos del Grupo Municipal de Ahora Madrid a concurrir a las primarias del partido para seleccionar a los candidatos para las municipales de 2019, prefiriendo estos en su lugar hacerlo directamente a través de la plataforma de Más Madrid, su militancia en Podemos fue suspendida de forma cautelar en noviembre de 2018 después de una solicitud formulada por Julio Rodríguez, secretario general del partido en el municipio. 
Participante finalmente en el proceso de primarias de Más Madrid celebrado en marzo de 2019, quedó integrada en el número 10 de la lista, encabezada por la alcaldesa Manuela Carmena.